# قسم نمة شير الريفي (مقاطعة بانة)
قسم نمة شیر الريفي (بالفارسية: دهستان نمه شیر) هي منطقة سكنية تقع في إيران في ناحية نمشير. يقدر عدد سكانها بـ 6,643 نسمة .